# بابلو خيمينيز
بابلو خيمينيز (بالإسبانية: Pablo Giménez)‏ (29 يونيو 1981 في باراغواي - ) هو مدرب كرة قدم ولاعب كرة قدم باراغواياني في مركز الهجوم، شارك في الألعاب الأولمبية الصيفية 2004. وشارك مع منتخب باراغواي الأولمبي لكرة القدم ومنتخب باراغواي لكرة القدم. أما مع النوادي، فقد لعب مع أتلتيكو مينييرو وسبورتيفو لوكوينو وسيرو بورتينيو وكيلمس وPSFC Chernomorets Burgas ‏ وديبورتيس توليما وCaacupé Football Club ‏ ونادي غواراني (نادي كرة قدم) ونادي كيريتارو.

## مسيرته الكروية
لعب بابلو خيمينيز خلال مسيرته الاحترافية مع 7 أندية في ثلاثة عشر موسمًا وسجل خلالها 56 هدفًا ضمن 234 مباراة. ولم يفز بأي موسم بالكأس أو بالدوري.
خاض بابلو خيمينيز مسيرته مع نادي غواراني في موسم 2001 ليلعب معه أربعة مواسم، مشاركًا في 113 مباراة سجل خلالها 35 هدفًا. ثم انتقل إلى نادي أتلتيكو مينيرو ما بين عامي 2005 و2006 لمدة موسم واحد، حيث شارك في 7 مباريات ولم يسجل أي هدف. لينتقل بعدها إلى نادي سيرو بورتينيو ما بين عامي 2006 و2007 في المرة الأولى لمدة موسم واحد ثم في عامي 2007-2009 ولمدة موسمين، مشاركًا طوالها في 60 مباراة سجل خلالها 12 هدفًا. ثم انتقل إلى نادي كيلمس في موسم 2006–07 لمدة موسم واحد، مشاركًا في 12 مباراة سجل خلالها هدفين. هذا وانتقل لاحقًا إلى نادي كيريتارو في موسم 2008–09 لمدة موسم واحد، مشاركًا في 10 مباريات سجل خلالها 4 أهداف. ثم انتقل بعدها إلى نادي سبورتيفو لوكوينو في عامي 2011-2013 ولمدة موسمين، مشاركًا في 20 مباراة سجل خلالها 3 أهداف.

## وصلات خارجية
- بابلو خيمينيز على موقع الاتحاد الدولي (مؤرشف)  (الإنجليزية)
- بابلو خيمينيز على موقع قاعدة بيانات كرة القدم.إي يو (الإنجليزية)
- بابلو خيمينيز على موقع ناشيونال فوتبول تيمز (الإنجليزية)
- بابلو خيمينيز على موقع Soccerway.com (الإنجليزية)
- بابلو خيمينيز على موقع أوليمبيديا (الإنجليزية)